# Città di Sunderland
La città di Sunderland è il distretto con titolo di città di Sunderland, nel Tyne and Wear, Inghilterra, Regno Unito.
Il distretto fu creato con il Local Government Act 1972, il 1º aprile 1974 dalla fusione del borough di Sunderland con i distretti urbani di Washington, Houghton-le-Spring ed Hetton.
Sunderland ottenne lo status di città nel 1992 in occasione del quarantesimo anno di regno della regina Elisabetta II.

## Località e parrocchie
Le località del distretto includono:
- Ashbrooke
- Bishopwearmouth
- Castletown
- Doxford Park
- Easington Lane
- East Rainton
- Farringdon
- Fatfield
- Ford Estate
- Fulwell
- Gilley Law
- Grangetown
- Grindon
- Hastings Hill
- Hendon
- Herrington
- Hetton-le-Hole
- Houghton-le-Spring
- Monkwearmouth
- Newbottle
- North Hylton
- Pallion
- Pennywell
- Penshaw
- Redhouse
- Roker
- Ryhope
- Seaburn
- Shiney Row
- Silksworth
- South Hylton
- Southwick
- Sunderland
- Sunniside
- Thorney Close
- Tunstall
- Warden Law
- Washington

Le uniche parrocchie del distretto sono:
- Burdon
- Hetton
- Warden Law